# 桑野東萌
桑野 東萌（くわの とも、1985年2月1日 - ）は、劇団四季出身の女優・ダンサーで、ヨガインストラクター。
東京都出身、血液型B型。学習院大学文学部哲学科卒業。

## 略歴
父親が福岡県出身。3歳からリトミック体操を、7歳から橘バレエ学校にてクラシックバレエを始める。牧阿佐美バレエ団「くるみ割り人形」などに子役として出演。1998年にはNBA全国バレエコンクールで5位に入賞している。
14歳でアメリカ・ニュージャージー州のバレエ学校に入学し、クラシックバレエ・コンテンポラリー・ジャズダンス・キャラクターを学ぶ。在学中に同バレエ団の公演に多数出演。帰国後はバレエダンサーとして活動をしながら、劇団若草ミュージカルスタジオにて声楽・演技を学ぶ。大学在学中にはフリーランスのバレエダンサーとして多くの古典バレエ作品、創作ダンス作品に出演し、2002年にはオールジャパンバレエコンクールで奨励賞、2003年には東京新聞主催の「全国舞踊コンクール」に出場している。
2007年4月、大学卒業とともに劇団四季に入団。『二人のロッテ』のマーサ役で四季の初舞台を踏む。
2011年に劇団四季を退団後はYMCメディカルトレーナーズスクールでヨガを学び、IHTA認定ヨガ資格を取得。「美脚美尻骨盤ヨガ」をIYC（インターナショナルヨガセンター）札幌の湊洋二に師事。その後自らのスクール「Tomo Beauty Yoga」を立ち上げ、骨盤調整ヨガやパワーヨガ、ハタヨガ等の指導にあたる。
2012年より「NIKE TRAINING CLUB」の契約マスタートレーナーとして全国で活動している。

## 出演作品
- 二人のロッテ - マーサ役
- オペラ座の怪人 - メグ・ジリー役
- 人間になりたがった猫 - ジリアン役
- 第4回川崎インキュベーター合同公演「ハイパーアトラス」（2012年3月1日〜4日、ラゾーナ川崎プラザソル）[5]